# Biharszentandrás
Biharszentandrás (korábban Szentandrás, románul Sântandrei) falu Romániában, Bihar megyében, Biharszentandrás község központja.

## Fekvése
Az Alföldön, a Körösök síkságán, a Sebes-Körös bal partján, Nagyváradtól 5 km-re nyugatra, a román-magyar határtól 6 km-re fekszik.

## Nevének eredete
Nevét a Szent András tiszteletére elnevezett egyházáról kapta, melynek nyomai a 20. század elején még a malommá átalakított épületben láthatók voltak.

## Története
Már az őskorban lakott hely volt a falu környéke, ezt bizonyítják a község területén talált újkőkorszak idejéből származó kerámia maradványok és bronzkori sírok.
Első említése 1291-ből származik, ekkor egy magyar kancellária által kiadott okirat Santus Andreas néven említi.
1311-ben Viila Sant Andreae, 1370-ben Zenthandras, 1599-ben Bihar Zentandras, 1808-ban Szent-András, 1913-ban Biharszentadrás néven írták.
1291–1294 között villa Sant Andree néven említették mint egyházas helyet, melynek Michael nevű papja egy évben 1 unciát adott a püspöknek és több esetben a váradi káptalan kiküldetésében járt el.
1311-ben Viila Sant Andreae néven Borsi András comes birtoka volt, 1311-1329 között pedig Sexe comes özvegyének birtoka volt, később a váradi 1. számú káptalan is részbirtokosa volt.
1332–1335 között a pápai tizedjegyzék szerint papja évi 11 garas pápai tizedet fizetett.
A 15. században az Izsákay és a Bessenyey család is birtokosa, majd 1557-ben Izabella királyné Simay Péternek adományozta, de a birtok egy részét néhány évvel később Békés Gáspár, János Zsigmond fejedelem kamarása szerezte meg.
A 19. század elején a Tokody, Lányi, gróf Frimont és a váradi kisprépost volt birtokosa, a 20. század elején pedig a káptalan.
1851-ben Fényes Elek írta a településről:
Szent-András, oláh falu, Bihar vármegyében, Váradhoz 1 órányira, szép rónaságon, 450 görög katholikus oláh lakossal, kik a magyar nyelvet is jól beszélik. Paroch. templom. Határa 1066 hold, ... Birják 1/2 részben a váradi deák káptalan kisprépostja, 1/2 részben gróf Frimont Albert és Servánszky Ferenc
1881-ben 722, 1896-ban 889 többségében görögkatolikus román lakosa volt, jelentős magyar kisebbséggel.
1910-ben 1881 lakosából 1220 román, 611 magyar (32,4%), 20 német, 30 szerb volt.
A trianoni békeszerződésig Bihar vármegye Központi járásához tartozott. 1940-ben a második bécsi döntéssel visszakerült Magyarországhoz, de 1944-től újra Románia része.
2002-ben 3414 lakosa volt, melyből 3081 fő (90,2%) román, 207 magyar (6,0%), 96 (2,8%) cigány, 14 (0,4%) szlovák, 12 fő (0,4%) egyéb nemzetiségű volt.

## Egykori szomszédos falvak
Biharszentandrás közelében álltak egykor az alábbi – mára már elpusztult, vagy pusztává vált – települések:
- Ősi, ma puszta Nagyváradtól nyugatra, Biharszentandrás határában. Ősi a Káta nemzetségbeliek települése, mely már az Árpád-korban egyházas község volt, neve a 14. század elején már szerepelt a pápai tizedjegyzékben is.

A falut 1261-ben p. Ewsy néven említette először oklevél.
1284-ben t. Ewsy iuxta Crisium, 1324-ben p. Eusi (~ Eusy) ... prope civitatem Waradiensem iuxta fl-m Crisii; 1332–1337 között Petrus sacerdos de v. Eusi, Evsi, 1587-ben Össi, Eössy, Varadeössy, Waradeössy, 1588-ban Eössi, 1589-ben Eösy, 1808-ban Össi, 1828-ban Össi néven írták.
A Káta nemzetség tagjainak 1261. évi osztozásakor Rafael fia Gábor és Tamás fia Rafael közös birtoknak hagyta, 1284-ben viszont ugyanazon "Rophoyn" fiainak: Tamásnak és Pálnak jutott. 1324-ben fele Gábor fia Tamás fia Jánosé, aki 40 M-ért átadta Johanca fiainak; Imre és Miklós mestereknek, és 1324-ben a fél részt átengedték a Káta nemzetségbeli Zámi István fiai is. Papja 1332-ben 20, 1334-ben 12, 1336-ban 8, 1337-ben 22 gs (garas) pápai tizedet fizetett.
1376-ban Ősi a Petlendiek birtoka volt.
- Iklód puszta ugyancsak község volt egykor.
- Szentandrás határában álltak még hajdan Szent-Mihály, Szent-Miklós, Megyes és Kakucs rég elpusztult községek is.

## Nevezetességek
- Görögkatolikus templom.